# Das kann ja heiter werden
Das kann ja heiter werden ist eine 13-teilige Fernsehserie des ZDF, die 1982 produziert wurde.

## Beschreibung
Peer Augustinski spielt die Rolle des Chef einer Musiker-Pension, die unter Personalmangel leidet. Er muss in verschiedenen Rollen mit unterschiedlichen Verkleidungen auch die übrigen Bediensteten wie Page, Hotelarzt, Koch und Küchenjunge darstellen. Ihm zur Seite stehen noch die ständigen Darsteller Senta (Margit Geißler) und Fräulein Kauzig (Herta Worell). In Gastrollen waren unter anderem Horst Jankowski, Paul Kuhn, Günter Noris, Peter Schiff, Hubert Suschka und Elisabeth Volkmann zu sehen. In jeder Episode kommt es zu komödiantischen Verwicklungen.

## Sendeplatz
Die 13 Folgen von je 25 Minuten wurden seit dem 10. Februar immer mittwochs um 18.20 Uhr im ZDF ausgestrahlt. 1983 wurden sie dienstags um 17.50 Uhr wiederholt.